# Tatra K2T
Tatra K2T – dwuczłonowy tramwaj przegubowy, który powstał w wyniku modernizacji starszych czechosłowackich tramwajów Tatra K2. W trakcie modernizacji, które miały miejsce pod koniec lat 90. XX wieku, powstały cztery wozy K2T, które eksploatuje Dopravní podnik města Brna (DPmB).

## Historia
Głównym powodem modernizacji brneńskich tramwajów K2 była chęć zastąpienia niewydajnego oryginalnego wyposażenia elektrycznego typu UA12. W przypadku wozów K2T wykorzystano nowe tranzystorowe wyposażenie ČKD TV14, jednak firma popadła w problemy finansowe. Dlatego do pozostałych modernizowanych tramwajów K2 zamontowano już inne wyposażenie elektryczne.

## Modernizacja
Pudło tramwaju zostało w czasie modernizacji kompletnie odnowione, boczne poszycie (charakterystyczne dla typu K2) zostało wymienione na nowe. Oryginalny wygląd zewnętrzny tramwaju został zachowany (w przeciwieństwie do typu Tatra K2R), jednak zmodyfikowano dach tramwaju tak, aby możliwa była instalacja modułów systemu informacji pasażerskiej. Wnętrze częściowo wyremontowano – wymieniono wykładzinę podłogową, wymieniono okładziny ścian, usztywniono siedzenia, zamontowano nowe maszyny drzwiowe oraz przyciski otwierania drzwi przez pasażera, zainstalowano nowy system ogrzewania. Inną modyfikacją był montaż systemu wizualnej i słuchowej informacji pasażerskiej. Kabina również uległa modernizacji, częściowo unowocześniono pulpit sterowniczy, zastąpiono nastawnik jazdy ręcznym zadajnikiem.
Oryginalne oporowe wyposażenie elektryczne typu UA12 zostało wymienione na wydajniejsze typu TV14 na bazie tranzystorów IGBT z możliwością rekuperacji energii. Starą przetwornicę wirową zastąpiono statyczną.

## Eksploatacja tramwajów Tatra K2T
| Miasto | Artykuł | Typ | Lata modernizacji | Liczba | Uwagi | Źródło |
| ------ | ------- | --- | ----------------- | ------ | ----- | ------ |
| Brno   | artykuł | K2T | 1999–2000         | 4      |       | [ 3 ]  |

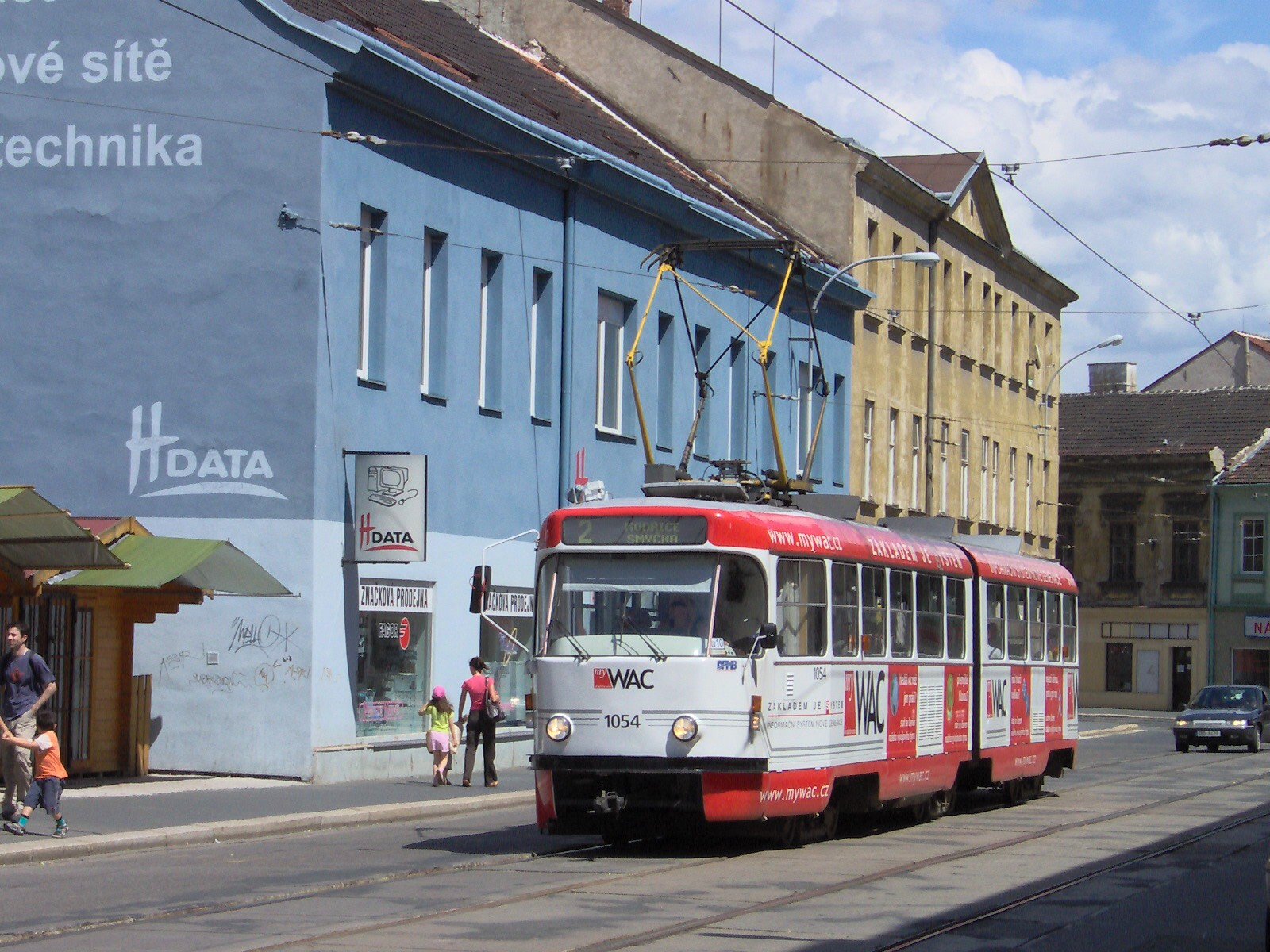
Brneński tramwaj K2T w całopojazdowej reklamie

Wszystkie cztery tramwaje K2 (nr 1033, 1038, 1044, 1054), które miały być modernizowane na typ K2T, zostały dostarczone do warsztatów DPMB w roku 1999, gdzie jeszcze w tym samym  roku rozpoczęto modernizacje. Jednak nastąpiły problemy z dostawą nowego wyposażenia elektrycznego, którego nie dostarczył producent. Firma ČKD Dopravní systémy borykała się z problemami finansowymi. Przez tę sytuację wozy przez pewien czas stały odstawione, elektryczne wyposażenie dostarczono do Brna w roku 2000, niedługo potem wszystkie 4 tramwaje weszły do ruchu liniowego.
Kolejne wozy K2 były już modernizowane na typ Tatra K2P z elektrycznym wyposażeniem od firmy Alstom (dziś Cegelec).